# 环辛炔
环辛炔是一种有机化合物，化学式为C8H12。它可以1-溴环辛烯和二异丙氨基钠反应制得。它和1-叠氮基金刚烷在乙腈中反应，可以得到1-金刚烷基-1H-环辛烷并三唑。它可以和卤化亚铜形成配合物(C8H12)2Cu2X2（X=Cl, Br, I）。